# Memories (pel·lícula de 1995)
Memories (メモリーズ, Memorīzu, lit. ‘records’), és una pel·lícula japonesa d'animació de ciència-ficció d'antologia del 1995 amb Katsuhiro Otomo com a productor executiu, i basada en tres dels seus contes manga. La pel·lícula està composta per tres curtmetratges: Magnetic Rose (彼女の想いで, Kanojo no Omoide), dirigit pel fundador de Studio 4 °C Koji Morimoto i escrit per Satoshi Kon; Stink Bomb (最臭兵器, Saishū-heiki), dirigit per Tensai Okamura i escrit per Otomo, i Cannon Fodder (大砲の街, Taihō no Machi),escrita i dirigida pel propi Otomo.
Es va estrenar amb doblatge en català a la plataforma AnimeBox el 28 de març de 2025.

## Argument

### Magnetic Rose
El Corona, un vaixell de salvament de l'espai profund, està en una missió quan troba un senyal de socors i hi respon. Es troben amb un cementiri de naus espacials on hi orbita una estació espacial gegant. Els dos enginyers de la tripulació, Heintz i Miguel, hi entren per veure-ho més de prop.
Un cop dins, descobreixen un opulent interior europeu i diverses habitacions moblades (en diferents estats de decadència), però no troben signes de vida. Descobreixen que l'emissora pertany a una antiga diva de l'òpera anomenada Eva Friedel que va desaparèixer després de l'assassinat del seu promès, Carlo Rambaldi, un altre cantant. Continuant la recerca de la font del senyal, els enginyers se separen, i cadascun experimenta trobades paranormals, incloent sorolls estranys i visions d'Eva. En Miguel entra al ventre ruïnós de l'estació i, en una cambra cavernosa, troba un piano trencat tocant el senyal de socors. Comença a al·lucinar i de sobte l'Eva corre a besar-lo.
Heintz troba un escenari de teatre i veu l'Eva, que l'apunyala quan s'acosta. Paralitzat de sobte, Heintz reviu un record de la seva família, amb la seva dona i la seva filla Emily. La il·lusió desapareix quan l'Eva pren la forma de la seva dona i li diu que "no marxarà mai". Heintz s'afanya a salvar en Miguel, només per descobrir que l'Eva l'havia seduït pensant-se que és Carlo. L'Eva revela a Heintz que va assassinar el veritable Carlo per negar-se a casar-se amb ella i que ha obligat els altres a semblar-s'hi. Ella fa que Heintz revisqui la mort de la seva filla i gairebé el convenç d'unir-se a ella. Es resisteix i dispara a l'enorme ordinador incrustat al sostre fent que l'holograma de l'IA d'Eva funcioni malament.
El Corona ha estat lluitant contra un potent camp magnètic procedent de l'estació, tirant la nau cap a ella. Desesperats, disparen un poderós canó d'energia, que enfonsa l'estructura prou profundament per arribar a la caverna. Heintz és expulsat a l'espai (juntament amb les víctimes passades d'Eva), mentre Eva canta de manera inquietant a un públic conjurat. El Corona és aixafat i passa a formar part de la forma de rosa al voltant de l'estació. L'episodi acaba amb el parador de l'Eva real (i difunta) i una representació d'Eva parlant romànticament amb Miguel, ja que els dos ara només existeixen en els records persistents d'Eva. Heintz és vist per última vegada a la deriva a l'espai, encara viu.

### Stink Bomb
El tècnic de laboratori Nobuo Tanaka, lluitant contra la grip, fa algunes píndoles experimentals per a pastilles per al refredat i s'empassa una. Les píndoles formen part d'un programa d'arma biològica, que reaccionen a la vacuna antigripal que ja tenia al cos. Tanaka aviat desenvolupa una olor corporal mortal i es converteix en una arma ambulant de destrucció massiva. Mentre fa una migdiada, l'olor que emet mata a tothom al laboratori. Horroritzat, informa de l'incident a la seu, ja que li demanen que lliura la droga experimental a Tòquio. Mentrestant, l'olor que emet es fa més forta fins afectar diverses milles de la zona circumdant, matant tots els éssers vius que l’oloren, excepte les flors i les plantes (que aparentment es veuen reforçades per l'olor). L'olor és tan potent que ni les màscares antigàs ni els vestits NBC ofereixen cap protecció contra els seus efectes. La seva olor mata tot a la prefectura de Yamanashi, inclosos els 200.000 habitants de la ciutat de Kōfu. En Nobuo continua cap a Tòquio sense saber la mort que està causant la seva olor, però la resta del país està en pànic total. El cap de l'empresa d'investigació i l'exèrcit japonès dedueixen que Tanaka està causant el gas verinós i ordenen que el matin. Les Forces d'Autodefensa del Japó intenten en va aturar Nobuo, causant immensos danys col·laterals al camp japonès, però sense èxit, ja que les substàncies químiques de Nobuo fan l'olor interfereixen amb els sistemes d'orientació de les seves armes.
Les Forces dels Estats Units al Japó, que han estat observant la situació fins a aquest punt, utilitzen la política japonesa per fer-se càrrec de l'operació, i crida a una unitat de la NASA amb vestits espacials per intentar capturar Nobuo viu.
Després que Nobuo entri al túnel, sense saber aquesta operació militar, l'exèrcit japonès col·lapsa part del pont i el túnel darrere seu, atrapant-lo amb una sola sortida. Encenen generadors eòlics per intentar aturar la direcció de l'olor. Quan l'exèrcit estatunidenc amb vestits espacials s'acosta a Nobuo, s'espanta, desactivant les llums i els generadors eòlics. Després que el núvol s'instal·li, només un soldat ha sortit del túnel, suposant que va aconseguir capturar a Nobuo. El soldat porta la maleta amb la droga experimental al quarter general militar de Tòquio. La visera s'obre i, en lloc d'un soldat nord-americà, Nobuo és dins del vestit, encara sense saber que ell és la font de la contaminació biològica. Aleshores obre el seu exovestit, matant a tothom.

### Cannon Fodder
En una ciutat emmurallada perpètuament en guerra, la vida de tothom depèn de mantenir i disparar els enormes canons que envolten la major part de la ciutat. Gairebé tots els edificis de la ciutat estan equipats amb canons de diferents mides, capaços de disparar grans obusos d'artilleria sobre les muralles de la ciutat. La història se centra en un nen jove i el seu pare, que treballa com a humil carregador de canons.
La ciutat està envoltada de núvols de fum i pols provocats pels trets dels canons. Malgrat les notícies del bombardeig reeixit de la "ciutat en moviment enemic" per part dels mitjans locals, no hi ha cap confirmació visual que sigui cert, ni fins i tot si hi ha un enemic.
El pare del nen és culpat d'un contratemps de seguretat a la feina i el fan parar al costat del canó sense equip de seguretat mentre dispara.
Al final, el nen torna a casa de l'escola i escolta un reporter de televisió parlant de la gairebé destrucció de la ciutat enemiga. El nen salta al seu llit dient que algun dia vol ser l'exaltat oficial que dispara els canons. Mentre dorm, sona una sirena de defensa civil i una llum blava escombra la finestra.

## Repartiment
| Personatge       | Japonès         | Català               |
| Magnetic Rose    | Magnetic Rose   | Magnetic Rose        |
| ---------------- | --------------- | -------------------- |
| Heinz Beckner    | Tsutomu Isobe   | Francesc Belda       |
| Ivanov           | Shouzou Iizuka  | Lluís Marco          |
| Miguel Costrela  | Koichi Yamadera | Eduard Itchart       |
| Aoshima          | Shigeru Chiba   | José Luis Mediavilla |
| Emily            | Ami Hasegawa    | Irene Garrés         |
| Eva Friedel      | Gara Takashima  | Marta Moreno         |
| Stink Bomb       |                 |                      |
| Nobuo Tanaka     | Hideyuki Hori   | Sergi Moreno         |
| Omaeda           | Ken'ichi Ogata  | Jordi Pineda         |
| Kamata           | Osamu Saka      | Francesc Rocamora    |
| Àvia             | Hisako Kyouda   |                      |
| Kyoichi Nirasaki | Michio Hazama   | Domènec Farell       |
| Sakiko           | Kayoko Fujii    | Lourdes Fabrés       |
| Comandant        | Chikao Otsuka   | Joaquim Casado       |
| Cannon Fodder    |                 |                      |
| Nen              | Yuu Hayashi     | Lourdes Fabrés       |
| Pare             | Keaton Yamada   | Josep Maria Mas      |
| Mare             | Keiko Yamamoto  | Eva Lluch            |

## Producció

### Magnetic Rose
Dirigida per Koji Morimoto i animada per Studio 4 °C. Guió del conegut director d'anime Satoshi Kon, basat en una història de Katsuhiro Otomo. Aquest episodi va incloure música de Madama Butterfly i Tosca de Puccini. Específicament mostrat a l'episodi va ser Un Bel Di Vedremo i Con Onor Muore... Tu, tu? Piccolo iddio de Madama Butterfly i Non la Sospiri, la Nostra Casetta de l'acte I de Tosca.
La música va ser composta per Yoko Kanno i en gran part influenciada per Madama Butterfly de Giacomo Puccini. És principalment operístic i molt implicat, reflectint la naturalesa seriosa i intensa que pren la pel·lícula a mesura que avança.

### Stink Bomb
Dirigida per Tensai Okamura i animada per Madhouse, Inc. Guió de Katsuhiro Otomo. La música és de Jun Miyake i utilitza el jazz i el funk com a influència principal, afegint-se a la naturalesa caòtica i còmica de la pel·lícula.
A l'entrevista s'esmenta que la història de Stink Bomb es basa en un esdeveniment real.
Otomo va demanar inicialment a Yoshiaki Kawajiri que dirigís la pel·lícula, però Kawajiri no va acceptar perquè el guió era diferent del seu propi estil. Kawajiri va participar en les revisions del guió gràfic com a supervisor, i també va treballar a l'escena del túnel com a animador clau.

### Cannon Fodder
Escrit i dirigit per Katsuhiro Otomo i animat per Studio 4 °C. Música de Hiroyuki Nagashima. La puntuació de Cannon Fodder és difícil de categoritzar; barrejant brass band, orquestral i tècniques compositives d'avantguarda.
Mitjançant tècniques d'animació inusuals, es crea la il·lusió que la pel·lícula consta d'un pla contínu o long take.

## Recepció
El 2001 la revista Animage va classificar Memories en el lloc 68 en la seva llista de les 100 millors produccions d'anime. La pel·lícula va rebre crítiques positives, tot i que la recepció per a cadascun de les tres històries variaven. Magnetic Rose s'ha considerat generalment el millor episodi, fins i tot els crítics d'Anime Meta-Review i T.H.E.M Anime afirmen que sol aquesta part fa que valgui la pena veure tota la pel·lícula. Anime Academy va pensar que era "un pur plaer simfònic de principi a fi" i "durant només quaranta-cinc minuts, encara es pot comparar amb les millors produccions d'anime en tots els aspectes, des de l'animació fins a història." John Wallis de DVD Talk la va anomenar "una gran estrena, una història forta i commovedora d'amor, pèrdua, desamor inquietant i calfreds de terror". Magnetic Rose també va ser considerada com "una meravella de ciència-ficció" per Mark McPherson de Homemademech, qui va elogiar el seu diàleg i la presentació realista de la física de l'espai exterior. Tanmateix Chris Beveridge de Mania.com, va considerar que la història tenia "alguna sensació d'haver estat feta abans en algun grau."
Els comentaris a Stink Bomb i Cannon Fodder són menys favorables. El crític de T.H.E.M. Anime Carlos Ross, va afirmar que "les altres dues entrades no són gaire iguals a l'excel·lència de Magnetic Rose. McPherson es va referir a Stink Bomb dient "en comparació amb els altres episodis de Memories, és el més feble i el menys creatiu del grup", mentre que Chad Clayton d'Anime Jump pensava que Cannon Fodder no "coincidia amb la complexitat del dues pel·lícules anteriors. Tanmateix Stink Bomb va ser elogiada pel seu humor i la seva gran qualitat visual. Cannon Fodder va ser vist com "l'obra més forta pel que fa al seu missatge al·legòric" per DVD Talk, i visualment "inventiva" tant per Anime Jump com per Anime Academy. Tasha Robinson a SciFi.com va descriure l'animació de cada episodi com a "estel·lar", afirmant que la pel·lícula en el seu conjunt va ser "molt més enllà de memorable".